# Martina Alzini
Martina Alzini (ur. 10 lutego 1997 w Legnano) – włoska kolarka torowa i szosowa, dwukrotna medalistka mistrzostw świata.

## Kariera
Pierwsze sukcesy w karierze osiągnęła w 2014 roku, kiedy zdobyła srebrne medale w omnium i drużynowym wyścigu na dochodzenie na torowych mistrzostwach świata juniorów w Gwangmyeong. Rok później zdobyła brąz w omnium na mistrzostwach świata juniorów w Atenach. W latach 2017 i 2018 zdobywała złote medale w drużynowym wyścigu na dochodzenie mistrzostwach Europy U-23, a w 2019 roku zwyciężyła w tej konkurencji na igrzyskach europejskich w Mińsku. Podczas torowych mistrzostw Europy w Płowdiwie w 2020 roku zdobyła srebrne medale w indywidualnym i drużynowym wyścigu na dochodzenie. W wyścigu drużynowym zdobywała też brąz na mistrzostwach Europy w Apeldoorn (2019), srebro na mistrzostwach Europy w Grenchen i mistrzostwach świata w Roubaix (2021) i mistrzostwach Europy w Grenchen (2023) oraz złoto podczas mistrzostw świata w Yvelines (2022). 
Startowała na igrzyskach olimpijskich w Tokio w 2020 roku zajęła szóstą pozycję w drużynowym wyścigu na dochodzenie.